# Maybe Creek (Ikpikpuk River)
Der Maybe Creek ist der etwa 114 km lange rechte Quellfluss des Ikpikpuk River im Norden von Alaska (USA).

## Flusslauf
Der Maybe Creek verläuft in der Arktischen Ebene der North Slope etwa 170 km von der Meeresküste entfernt. Er entspringt 65 km westlich von Umiat auf einer Höhe von etwa 220 m. Der Maybe Creek fließt anfangs 16 km nach Süden. Anschließend wendet sich der Fluss nach Westen und verläuft entlang dem Nordfuß eines niedrigen in Ost-West-Richtung ausgerichteten Höhenrückens. Er trifft schließlich auf einer Höhe von etwa 68 m auf den von Westen kommenden Kigalik River, mit dem er sich zum Ikpikpuk River vereinigt. Der Maybe Creek durchfließt eine Tundralandschaft. Etwa ab Flusskilometer 90 beginnt der Maybe Creek, Flussschlingen auszubilden. Im Mittel- und im Unterlauf wird er von zahlreichen abgeschnittenen oder verlandeten Altarmen flankiert. 

## Einzugsgebiet
Der Maybe Creek entwässert ein Areal von etwa 1155 km². Das Einzugsgebiet grenzt im Norden an die Einzugsgebiete von Fry Creek und Wolf Creek, im äußersten Osten an das des Prince Creek, im Süden an das des Colville River sowie im äußersten Westen an das des Kigalik River. Das Einzugsgebiet des Maybe Creek befindet sich innerhalb der National Petroleum Reserve in Alaska.